# Harinxma
Van Harinxma is van een oorsprong Fries hoofdelingen geslacht

## Geschiedenis
A.J. van der Aa beschrijft in zijn "Biografisch woordenboek der Nederlanden" het volgende:
De stamvader van de familie Harinxma (Haring) werd volgens den een in 1397 en volgens den ander in 1404 tot potestaat van Friesland voor Westergoo gekozen, terwijl Sjoerd Wiarda voor Oostergoo als zoodanig benoemd werd. Onder hun bestuur gelukte het den Friezen zich van het Hollandsche gezag te ontslaan en de Friesche vrijheid te herstellen. Jammer dat nu weldra de partijschappen tusschen de Schieringers en Vetkoopers op nieuw ontwaakten, waardoor het geheele bestuur eerlang weder in de war liep. Intusschen wordt Harinxma wegens gematigdheid en regtvaardigheid hoogelijk geroemd. Hij was gehuwd met Jelek...., bij wie hij vier zonen verwekte, alle hoofden van een bijzonder geslacht Harinxma, die in de Friesche geschiedenis bekend zijn geworden door hun aandeel in de gevoerde oorlogen en twisten, en tot onderscheiding Harinxma thoe Heeg, thoe Slooten, thoe Ylst of Donia genoemd. De personen van laatstgenoemden tak hebben wij op hunne plaats reeds vermeld; andere, tot de eerstgenoemde takken behoorende, laten wij onvermeld, omdat hunne handelingen, beter vermeld kunnen worden in de geschiedenis van hunnen tijd, dan, wegens de schraalheid der bescheiden.
Simon Weststra beschrijft in zijn "Adelsboek Friese adel" het volgende:
De familie van Haring Harinxma thoe Slooten, deze tak van de familie woonde te Sneek, Sloten, Leeuwarden en Waaxens (WD). De tak Donia ontstaat via zoon Sierck gehuwd met  Auck Benedictusdr Donia, de tak thoe Ijlst via zoon Epe van Harinxma, Epe wordt in 1422 genoemd als heerschap in IJlst en de tak thoe Heeg via zoon Douwe. Douwe wordt genoemd als Grietman van Wymbritseradeel in 1454 en Schieringer en hoofdeling te Heeg. Ook zou er een tak Harinxma thoe Sneek zijn. Van Harinxma thoe Slooten. Deze laatste tak is de enige die nog leeft. Deze tak werd in de 19e eeuw erkend als Nederlandse adel.Eeuwenlang zaten familieleden in het bestuur als grietman of als vertegenwoordiger op de Friese landdag en Staten van Friesland, of zaten zij als raad in het Hof van Friesland. Ook dienden zij als officieren in het Staatse leger of waren in dienst aan het Stadhouderlijk Hof te Leeuwarden.

## Stinsen en States
De familie Van Harinxima heeft in de loop der tijden vele stinsen en states in Friesland gesticht, gebouwd en bewoond:
- Bonningastins in Loënga
- Harinxma State in Sneek
- Harinxmastate in Beetsterzwaag
- Lauswolt in Beetsterzwaag
- Ylostins in IJlst